# 樺太拓殖鉄道
樺太拓殖鉄道（からふとたくしょくてつどう）とは、かつて樺太大泊郡大泊町の大泊港駅から同富内村の富内駅の間を結んでいた私鉄である。
はじめ大泊軽便軌道として設立され、大泊川沿いの木材および薪炭の輸送が主であったが、1928年からは旅客輸送も始め、翌年社名を樺太拓殖鉄道と改めた。1936年には富内駅まで開通したが、並走する道路の開通に伴うバスとの競合によって1940年に旅客輸送を休止し、1944年には木材輸送先であった王子製紙大泊工場の操業中止によって貨物輸送も休止した。

## 路線

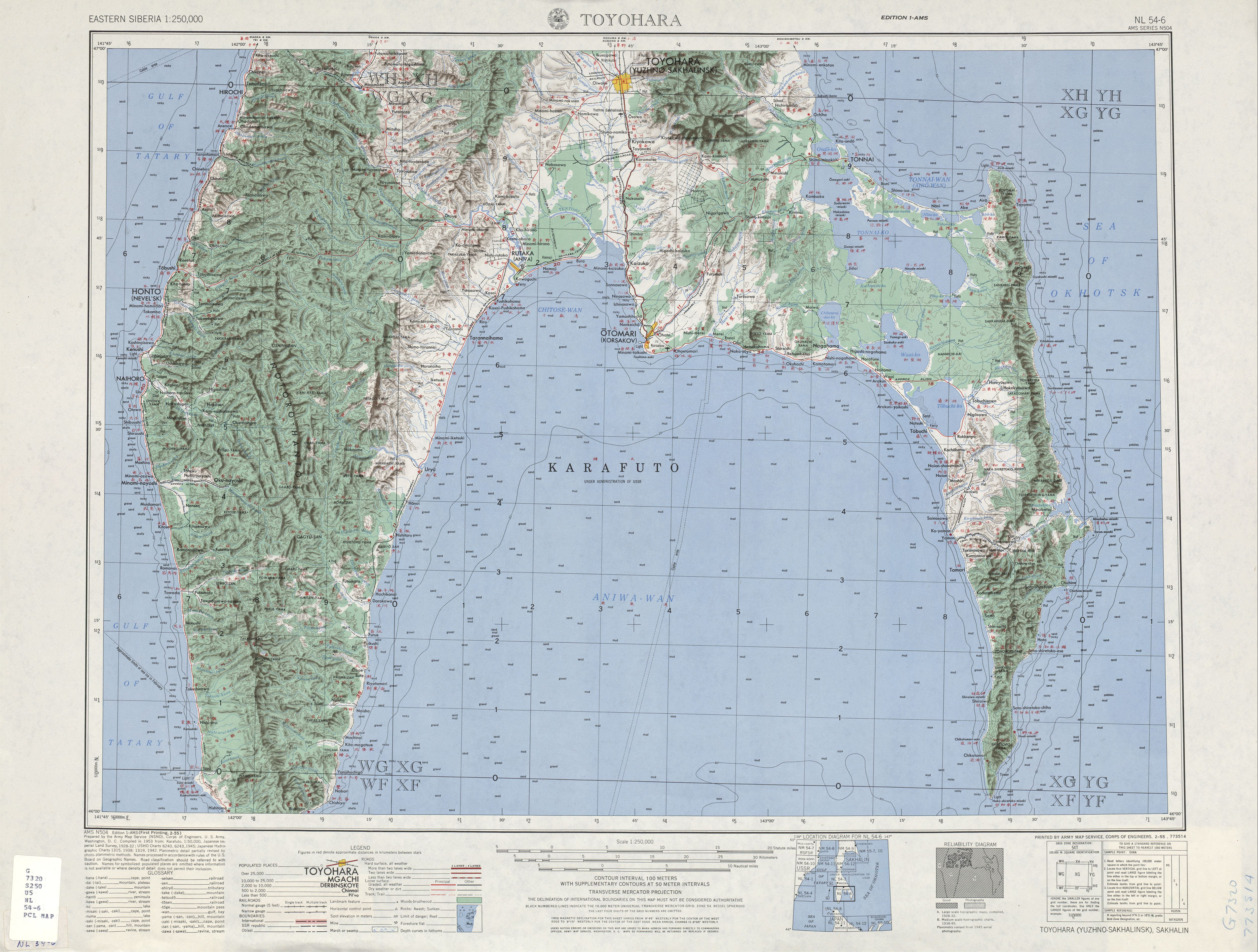
1947年時点の地図

- 路線距離：大泊港駅 - 富内駅間：46.3km
- 軌間：762mm[2]
- 電化区間：なし（全線非電化）

## 沿革
- 1923年6月23日：大泊木材運送合名会社が大泊 - 富内間の軌道敷設権を取得。
- 1923年7月25日：大泊木材運送合名会社が解散し、資本金10万円で大泊軽便軌道株式会社を設立。代表取締役は黒瀬寅吉、本店は大泊町大字大泊字栄町東一条二丁目六十六番地で、木材と薪炭の輸送軌道の敷設および運営が目的とされた[1]。まもなく栄町桟橋 - 大泊駅（大畑） - 古牧駅間の建設工事開始。
- 1924年2月2日：本店住所を大泊町大字大泊字本町東二条北一丁目二十四番地二十五番地へ変更[3]。
- 1924年6月20日：栄町桟橋 - 大泊駅 - 古牧駅間の工事が完了、貨物輸送を開始[2]。
- 1925年1月17日：株主総会で目的を大泊 - 富内の軌道敷設および貨物・旅客の輸送へと変更し、旅客輸送の準備を開始[4]。
- 1926年7月1日：古牧駅 - 水源池沢間が完成[2]。
- 1927年7月8日：動力を馬力から蒸気化[2]。
- 1928年5月19日：水源池沢 - 喜美内駅間が完成[2]。これに合わせて大泊駅 - 喜美内駅間で旅客営業を開始。この時点では大泊駅 - 古牧駅間のみ蒸気での運行、古牧駅 - 喜美内駅間は馬力での運行であった[5]。
- 1929年7月8日：古牧駅 - 喜美内駅間を蒸気化。同時に社名を樺太拓殖鉄道に改称し、資本金を30万円に増資[2]。
- 1931年：喜美内駅 - 下喜美内駅間の工事が完了[6]。
- 1933年7月18日：黒瀬寅吉が辞任し、新たに塩田源次が代表取締役に就任[7]。
- 1935年10月2日：喜美内駅 - 皆岸駅間が開通。
- 1936年11月1日：皆岸駅 - 富内駅間が開通[8]。
- 1938年9月：豊原市と富内村を結ぶ自動車道路（唐松皆岸線）が開通、これを機に輸送量が激減する。
- 1939年10月6日：株主総会で樺太拓殖鉄道株式会社の解散が決定される[9]。
- 1939年10月31日：樺太庁長官の認可により会社解散[9]。
- 1940年：バスとの競合により営業休止[10]。
- 1942年：王子製紙大泊工場への木材輸送のため貨物輸送のみ再開。
- 1944年1月：王子製紙大泊工場の操業中止に伴い貨物輸送休止（事実上の廃線）。

## 駅一覧
| 駅名       | 営業キロ | 接続路線          | 所在地 | 所在地 | 所在地 |
| ---------- | -------- | ----------------- | ------ | ------ | ------ |
| 大泊港駅   | 0.0      | 鉄道省 : 樺太東線 | 樺太   | 大泊郡 | 大泊町 |
| 大泊駅     | 1.6      |                   | 樺太   | 大泊郡 | 大泊町 |
| 露助沢駅   |          |                   | 樺太   | 大泊郡 | 大泊町 |
| 古牧駅     | 13.6     |                   | 樺太   | 大泊郡 | 大泊町 |
| 喜美内駅   | 23.6     |                   | 樺太   | 大泊郡 | 富内村 |
| 下喜美内駅 | 31.4     |                   | 樺太   | 大泊郡 | 富内村 |
| 皆岸駅     | 33.8     |                   | 樺太   | 大泊郡 | 富内村 |
| 川口駅     |          |                   | 樺太   | 大泊郡 | 富内村 |
| 富内駅     | 46.3     |                   | 樺太   | 大泊郡 | 富内村 |